# Ел Гаробо
Ел Гаробо (на испански: El Garrobo) е населено място и община в Испания. Намира се в провинция Севиля, в състава на автономната област Андалусия. Общината влиза в състава на района (комарка) Сиера Норте де Севиля. Заема площ от 45 km². Населението му е 772 души (по преброяване от 2010 г.). Разстоянието до административния център на провинцията е 40 km.

## Демография
| 1996 | 1998 | 1999 | 2000 | 2001 | 2002 | 2003 | 2004 | 2005 | 2006 |
| ---- | ---- | ---- | ---- | ---- | ---- | ---- | ---- | ---- | ---- |
| 761  | 780  | 780  | 772  | 765  | 761  | 765  | 778  | 808  |      |